# جوان الحمراء (فلم)
جوان الحمراء (بالإنجليزية: Red Joan) هو فيلم درامي بريطاني عن الجاسوسية لعام 2018، من إخراج تريفور نون، من سيناريو ليندسي شابيرو. الفيلم من بطولة جودي دينش وصوفي كوكسون وستيفن كامبل مور وتوم هيوز في الأدوار الرئيسية. تم عرض الفيلم لأول مرة في العالم في مهرجان تورونتو السينمائي الدولي في 7 سبتمبر 2018، واصدرته شركة ليونزجيت في 19 أبريل 2019، في المملكة المتحدة.
الفيلم مأخوذ من القصة الواقعية للجاسوسة البريطانية ميليتا نوروود. عملت نوروود في الجمعية البريطانية لأبحاث المعادن غير الحديدية كسكرتير وزودت الاتحاد السوفيتي بالأسرار النووية. أدت المعلومات التي نقلتها نوروود إلى الاتحاد السوفيتي إلى تسريع وتيرة تطوير السوفييت لتكنولوجيا القنبلة النووية.

## طاقم التمثيل
جودي دينش: في دور جوان إليزابيث ستانلي
صوفي كوكسون: في دور جوان سميث (الصغيرة)
نينا سوسانيا: في دور السيدة هارت
توم هيوز: في دور ليو جاليش
تيريزا سربوفا: في دور سونيا
ستيفن كامبل مور: في دور البروفيسور ماكس ديفيس (المعروف باسم إم ستانلي)
بين مايلز: في دور المحامي نيك ستانلي (نجل جوان ستانلي وماكس)
لورانس سبيلمان: في دور باتريك آدامز
ستيفن بوكسر: في دور بيتر كيرل
فريدي جامينارا: في دور السير وليام ميتشل
روبن سوانز: في دور كليمنت أتلي
كيفن فولر: في دور المحقق فيليبس
سيمون لادارز: في دور قبطان السفينة
سياران أوينز: في دور المحقق هيوز
عرفان شامجي: في دور صحفي
أدريان ويلر: في دور هيكلر في رالي
ستيفن هيلمان: في دور حارس السجن
جيمس ييتس: في دور مراسل
كونور وولف: في دور طالب
فيل لانغورن: في دور ضابط

## أحداث الفيلم
تفتح السيدة المسنة التي تخطت الثمانين عام جوان إليزابيث ستانلي (جودي دينش) باب بيتها لتجد عدد من رجال الشرطة البريطانية تلقي القبض عليها وتقتادها للتحقيق معها عن أحداث حدثت في أواخر ثلاثينات القرن الماضي. يتم التحقيق بحضور نجل السيدة جوان وهو المحامي نيك ستانلي (بن مايلز)، الذي يصاب بالذهول عندما يعرف التهمة الموجهة لوالدته، انها متهمة بالتجسس لصالح جهاز المخابرات السوفيتي KGB، وتسريب معلومات من مكان عملها في «الرابطة البريطانية لأبحاث المعادن غير الحديدية». تعود الأحداث لعام 1932، عندما كانت جوان طالبة متفوقة في جامعة كمبريدج. تطرق على نافذة غرفتها جوان في السكن الجامعي فتاة تحتاج دخول السكن ولكن ليس من البوابة الرئيسية، حيث أنها كانت بصحبة بعض الشباب لوقت متأخر. تعرف جوان ان الفتاة زائرة الليل هي سونيا (تيريزا سربوفا) اليهودية المهاجرة مع ابن عمها ليو (توم هيوز)، الذي تقع جوان في حبه حين تجد نشاطه السياسي الملحوظ. تحذرها سونيا من الوقوع في الحب، وتدعوها للعلاقات العابرة الغير ملزمة. تتخرج جوان ويتم طلبها بالاسم لتعمل في الرابطة البريطانية لأبحاث المعادن غير الحديدية، وهناك تعرف انها تعمل في جهة لا يعرف عن وجودها حتى بعض الوزراء. تلتقي جوان بصديقتها سونيا وتسألها عن عملها وعن وجود شباب يمكن ان تصادقهم، وتخبرها جوان ان كل من يعمل معها من الشباب متزوجين. تعمل جوان مساعدة للبروفيسور ماكس (ستيفن كامبل مور) الذي يوضح لها طبيعة العمل، حيث يقوم فريق العاملين بتجارب لإنتاج قنبلة ذرية. تلتقي جوان بحبيبها ليو الذي يطلب منها صراحة تسريب معلومات من مكان عملها ليرسلها إلى الاتحاد السوفيتي، وتصاب جوان بذهول وتصفع ليو، ولكنه يخبرها انه عميل لمخابرات السوفيت وان هذا لمصلحة السلام العالمي. يتأكد لجوان كلام ليو عندما تشاهد آثار القنابل الذرية أيام السادس والتاسع من أغسطس 1945، على هيروشيما وناجازاكي في اليابان. تقرر جوان تسريب المعلومات لتوازن القوى الذي يؤدي إلى تحجيم الاضرار. تستمر أعمال التسريب وتكون جوان دائما بعيدة عن الشك، وتسافر مع البروفيسور ماكس إلى كندا للتعاون في الأبحاث. تقوم علاقة بين جوان وماكس الذي يخبرها بأنه طلب الطلاق من زوجته. تتخلص بعض الجهات المخابراتية من ليو بشنقه في غرفته، ويسجل الحادث على انه انتحار، وتسارع جوان إلى سونيا لتجد بيتها مهجور بعد هروبها، ولكن عن طريق صور تجدها جوان في بيت سونيا، تتكشف لها بعض الحقائق في أنها كان يتم التلاعب بها. يتم القبض على ماكس لشبهة تسريب المعلومات، وتذهب جوان لزيارته في محبسه وتعترف بعملها المتعاون مع الكى جي بي، ولكن ماكس يرفض أن تعترف للجهات الرسمية ويطمئنها  على ان خروجه قريب وان كان ليس يعود لنفس الوظيفة. يحصل ماكس على الطلاق ويسافر مع جوان إلى أستراليا.
تنتهي التحقيقات بثبوت التجسس على جوان وتعلن أمام الصحفيين انها فقط كانت قلقة بشأن «تسوية الملعب» للحفاظ على السلام في عالم ما بعد الحرب العالمية الثانية. لا يوقع على جوان أي عقوبات لكبر السن.

## الإنتاج والصدور
الفيلم من بطولة جودي دينش وصوفي كوكسون وإخراج تريفور نان. ديفيد بارفيت هو المنتج  والسيناريو ليندسي شابيرو. عرض الفيلم عرضه العالمي الأول في مهرجان تورونتو السينمائي الدولي في 7 سبتمبر 2018، بعد فترة وجيزة، حصلت شركة آي إف سي فيلمز على حقوق التوزيع الأمريكية للفيلم. تم إصداره في الولايات المتحدة والمملكة المتحدة في 19 أبريل 2019. حقق شباك التذاكر مليون دولار في الولايات المتحدة وكندا و 8.2 مليون دولار في دول أخرى ليصبح المجموع العالمي 9.8 مليون دولار.

## استقبال الفيلم
حصل الفيلم على درجة تبلغ 30٪، بناءً على 132 تعليق للنقاد، حسب موقع الطماطم الفاسدة، وكتب إجماع نقاد الموقع: «قصة رائعة من الحياة الواقعية تم تمثيلها بطريقة درامية وبطريقة محيرة، والفيلم يضيع دسيسة الحكاية المذهلة، بالإضافة إلى المواهب الهائلة لجودي دينش». ذكر موقع ميتاكريتيك أن النتيجة 45%، استنادًا إلى 22 ناقدًا، مما يشير إلى منح الفيلم درجة متوسطة. ذكرت مقالة في صحيفة الجارديان أن الفيلم «لا يمكن أن يخفي متوسط أدائه، وأنه يبدد أعظم أصوله التمثيلية»، واتفق مع هذه الآراء الغير مرحبة، ناقد صحيفة التلغراف حيث كتب: «جودي دينش ضاعت في هذا التصوير العبثي».

## روابط خارجية
مقالات تستعمل روابط فنية بلا صلة مع ويكي بيانات